# 颶風卡塔琳娜
飓风卡塔琳娜（英語：Hurricane Catarina）是2004年3月下旬吹袭巴西东南部的一场极其罕见的南大西洋热带气旋，源自3月12日一条几乎保持静止的低心上层低压槽。近一星期后，低压槽沿线于3月19日发展出扰动天气，这股扰动天气朝东南偏东方向移动，直到3月22日受高压脊阻挡时止。扰动天气所在海域对热带天气系统发展异常有利，不但风切变很少，水温也高于平均水平。两种因素共同影响，促使系统3月24日时已开始从温带气旋向亚热带气旋转变。风暴继续发展出热带天气系统特征，风速也稳步增强，于次日成为热带风暴。3月26日，气旋风速达到每小时120公里，已处萨菲尔-辛普森飓风等级中的一级飓风下限，成为有纪录以来南大西洋第一个达到飓风强度的热带气旋，并且非正式地获名“卡塔琳娜”。外界环境接下来依然非常有利，风暴继续强化，估计在3月28日达到风力时速155公里的最高强度。当天晚上，气旋中心从圣卡塔琳娜州的帕苏迪托雷斯和巴内阿里约盖沃塔之间登陆，然后急剧减弱，于次日完全消散。
卡塔琳娜是有可靠纪录以来第一个登陆巴西的热带气旋，造成的破坏程度相当严重。虽然类似情况前所未有，但巴西政府还是采取相应行动，警告公众有风暴来袭，部分居民听从警告前往别处躲避，还有些在家中静待飓风过去。气旋最终共计摧毁1500套民居，另有约四万套受损。该国农业遭受沉重打击，有85%的蕉类作物和40%的稻米作物被毁。虽然缺乏足够警告，但巴西经确认只有三人因气旋来袭丧生，另有75人受伤。整场风暴造成的损失数额达3.5亿美元（2004年美元，相当于2025年的5.65億美元）。

## 气象历史
2004年3月12日，巴西南部近海形成基本没有移动的冷心上层低压槽。同月19日，低压槽沿海形成扰动天气，扰动天气朝东南偏东方向移动，直至22日被东南方向的高压脊挡住去路并停止移动。系统所在海域环境异常有利，不但上层风强度略低于平均水平，24至26°C的水温也略高于平均值。扰动天气逐渐发展，到24日时已类似亚热带风暴。系统此时位于弗洛里亚诺波利斯东南偏东方向约1015公里洋面，以非常缓慢的速度朝西移动，于3月25日转变成热带风暴。
风暴继续向西移动并稳步增强，整体呈非常紧凑的圆形。气旋的组织结构持续改善，从卫星图像上呈现的清晰风眼判断，风暴于3月26日达到飓风强度标准。巴西某报纸发表的文章以《飓风对圣卡塔琳娜州构成威胁》（Furacão threatening Santa Catarina）作为标题。部分受到这篇头条新闻的影响，风暴得名“卡塔琳娜”（Catarina），只是这并不属于正式名称。因行经洋面环境持续利好，估计风暴在28日达到风力时速155公里的最高强度，已相当于萨菲尔-辛普森飓风等级下的二级飓风标准。阵风时速更高，达到每小时195公里。当晚，卡塔琳娜以阵风时速195公里强度吹袭圣卡塔琳娜州南海岸和南里奥格兰德州东北部，然后就像其它绝大多数进入陆地上空的热带气旋一样迅速消散。

## 命名

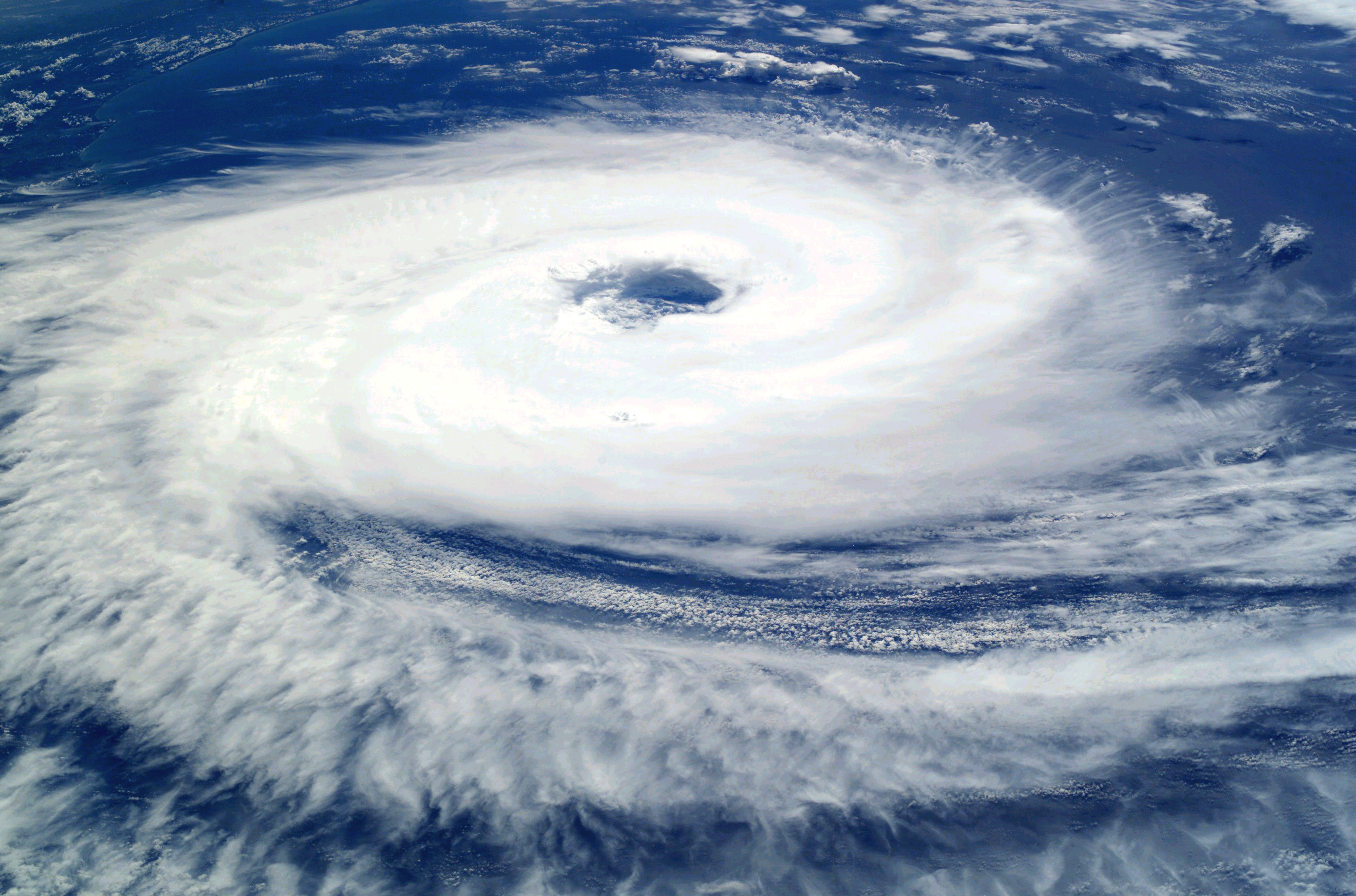
2004年3月26日，国际空间站拍下卡塔琳娜的照片。

巴西气象学家因风暴靠近圣卡塔琳娜州（之后还在该州登陆）而用“卡塔琳娜”为其命名。虽然风暴已呈现出多种热带天气系统特征，并且还有清晰可见的开放式风眼，但巴西政府的正式预报中起初拒绝承认卡塔琳娜已是飓风。直到风暴登陆超过一年后，巴西气象学家才将其归类成热带气旋。
北美洲的气象预测机构虽然对卡塔琳娜的形成和强度颇感意外，但还是在看到卫星演算结果证实后立即认定气旋已成为飓风。风暴内明显有深层对流组成的风眼墙围绕中心密集云区旋转，螺旋状的外围雨带和外流结构层次分明，气旋行经洋面水温达到26°C，而且风切变很少，气旋核心为暖芯，总体呈现出多项热带天气系统特征，形成时间3月也相当于北半球飓风季最活跃的9月。美国国家飓风中心因此认定卡塔琳娜已是飓风。
虽然卡塔琳娜是指代这场风暴最常见的名称，但这并不属正式名称，世界气象组织下属的气象机构在监控该飓风期间都没有为其命名（热带气旋的名称由世界气象组织预先确定后按需分配），因此气旋实际上没有正式名称。
风暴还有另一个非正式名称“艾尔东加”，英國氣象局在公告中称其为“01-阿尔法”（01T-ALPHA），美国国家飓风中心则以“50-无名”（50L-NONAME）指代。

## 罕见的形成
通常情况下，南大西洋都有强烈的上层风切变，水温也比较低，而且缺乏对流辐合带，所以极少有热带气旋形成。当然这其中也偶有例外，1991年和2004年初，南大西洋的海洋和大气环境都曾略朝有利于气旋形成的方向转变。卡塔琳娜的形成就是异常气候和大气条件共同影响的产物。风暴沿途水温范围在24到25°C，仅略低于通常情况下足以支持热带气旋形成的26.5°C，但已足以让风暴经斜压途径成型。
截至2016年6月，卡塔琳娜依然是南大西洋自1970年开始有可靠气象纪录以来唯一达到飓风强度的热带气旋。这片海域前后40余年间虽有其它风暴出现，但都没有达到飓风标准，卫星和雷达图像上也从未出现过风眼。虽然卡塔琳娜的形成位置很不寻常，但这同全球变暖或其它任何全球气候变化现象的关系依然没有定论。巴西气象协会认为这场风暴是因“气候变化和大气异常”而形成，另有部分研究人员认为这是南极震荡或南半球的其它天气季节变化引起，同全球气候变化密不可分。但在得出结论前，专业人员还需对相应洋面开展更多研究。

## 影响

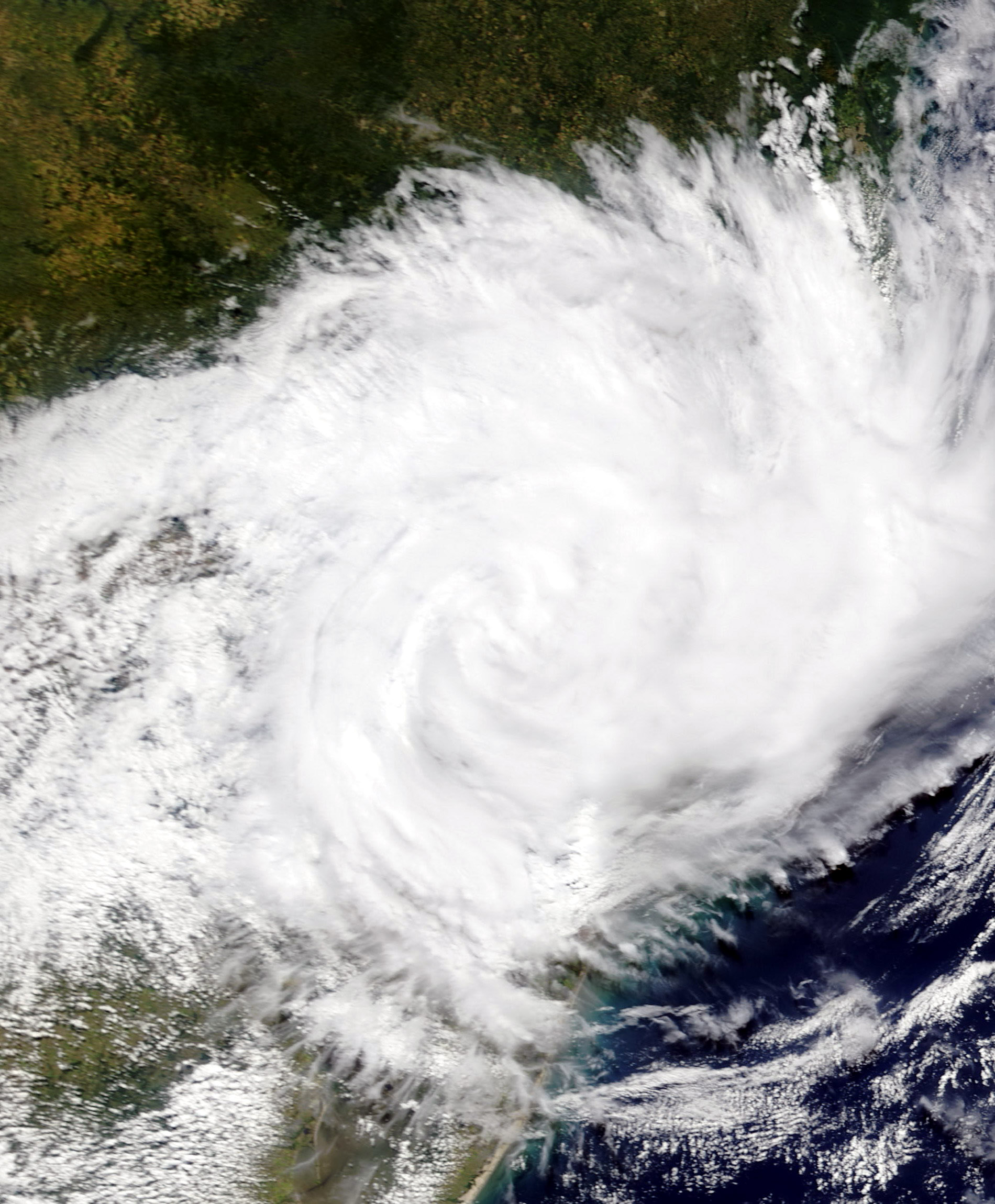
登陆时的飓风卡塔琳娜

同大部分热带气旋一样，卡塔琳娜也在沿途产生大量降水并引发洪灾。虽然无法确定风暴动向，但巴西有关部门还是采取相应措施确保沿海地区居民安全。许多生活在海岸沿线的居民顺利撤离，但也有部分人决定留在家中静待风暴过去。受风暴影响，约有1500套民宅被毁，另有四万户受损，损失的稻米作物多达40%。整场飓风的损失总额估计达3.5亿美元（2004年美元，相当于2025年的$5.65億美元）。气旋还导致至少三人遇难，另有至少75人受伤。风暴过后，巴西至少有2000人无家可归。
帕苏迪托雷斯有许多造船厂被毁，这些造船厂在设计建造时就没有考虑热带气旋产生的气压变化，另外该市还有大量房屋的屋顶受损。曼皮图巴河（Mampituba River）位于南里奥格兰德州托雷斯市境内河段附近一幢房屋在狂风摇曳下朝上游方向移动50米之多，最终停在圣卡塔琳娜州的帕苏迪托雷斯。农村地区种植的玉米、香蕉和稻米作物受创最重，不过部分稻农在风暴登陆前就已收割，因此得以挽回部分损失。
共有约3万6000套民房在卡塔琳娜肆虐期间受损，其中993户完全倒塌。巴西商业机构的受灾程度略轻，但也有2274幢建筑受损，472套坍塌。另外，还有397幢公共建筑受损，两套被毁。占灾区建筑总数的26%，财物损失总额约为2560万美元（2004年美元，相当于2025年的4130萬美元）。五分之四的受损房屋存在一定程度的屋顶破坏或坍塌。气旋导致受损的大部分建筑物建筑质量很差，砖石房屋大多缺少灰泥、黄梁或撑柱。受灾最严重的地区大多住着低收入家庭，大部分家庭年收入不足400美元。

## 扩展阅读
- Filho, Augusto José Pereira; Raquel Silva Lima.  (PDF). . Foz do Iguaçu, Brazil: Instituto Nacional de Pesquisas Espaciais: 1901–1907. 2006-04. （原始内容 (PDF)存档于2007-11-28）. （页面存档备份，存于）
- Filho, Augusto José Pereira; Alexandre Bernardes Pezza; Ian Simmonds; Raquel Silva Lima; Marcio Vianna. . Atmospheric Research. 2010-02, 95 (2–3): 157–171. Bibcode:2010AtmRe..95..157P. doi:10.1016/j.atmosres.2009.09.009. （原始内容存档于2013-02-02）. Archive.today的存檔，存档日期2013-02-02
- Levinson, David H. . Bulletin of the American Meteorological Society. 2005-06, 86 (6): S1–S86  [2016-07-16]. Bibcode:2005BAMS...86....1L. doi:10.1175/BAMS-86-6-Levinson. （原始内容 (abstract)存档于2013-01-16）. Archive.today的存檔，存档日期2013-01-16
- Pezza, Alexandre Bernardes; Simmonds, Ian; Filho, Augusto Jose Pereira. . International Journal of Climatology. 2008, 29 (8): 1116–1130  [2016-07-16]. Bibcode:2009IJCli..29.1116P. doi:10.1002/joc.1757. （原始内容存档于2013-01-05）. Archive.today的存檔，存档日期2013-01-05